# Mitch Fenner
Michael Anthony „Mitch“ Fenner (25. března 1946 Cardiff – 3. července 2016) byl britský gymnasta, gymnastický trenér a sportovní televizní komentátor.

## Kariéra
Po ukončení vlastní gymnastické kariéry se věnoval konzultačním aktivitám, trénoval a stal se také televizním sportovním komentátorem. Přednášel zároveň na univerzitě v Cardiffu.

### Sportovní komentátor
Pro britskou BBC začal pracovat v roce 1979 a komentoval gymnastiku, zejména s Christine Stillovou, déle než tři desetiletí. Jeho komentáře se vyznačovaly trvalým nadšením a energií. Pro BBC komentoval všechny olympijské gymnastické soutěže od Los Angeles 1984 až do své smrti.
Při komentování mistrovství světa ve sportovní gymnastice 2015 použil při pohledu na čínské divačky čínský přízvuk, za což se stal terčem kritiky za zesměšňování s rasistickým podtextem. BBC ho napomenula a podle vyjádření jejího mluvčího Fenner uznal, že jeho komentář mohl být pro některé diváky urážlivý.

### Trenér
V roce 2010 se stal konzultantem nizozemského národního týmu a v roce 2012 jeho trenérem. Přispěl k ukončení dlouhodobé a škodlivě vyhrocené rivality mezi klíčovými gymnastickými středisky v Hertogenboschi a Heerenveenu, která souvisela s vyhrocenými spory po nominaci Epke Zonderlanda na olympijské hry do Londýna na úkor Jeffreyho Wammese. Měl zásadní podíl na tom, že se Nizozemsko poprvé po 88 letech kvalifikovalo s celým týmem na Letní olympijské hry 2016 v Riu, přestože sám původně takový cíl nepovažoval za realistický. V letech 2014 až 2015 kvůli tomuto angažmá přerušil komentátorskou dráhu. Když mu lékaři diagnostikovali zhoubný nádor a kvůli jeho zdravotnímu stavu tak hrozilo přerušení spolupráce, začali Nizozemci trénovat v Cardiffu, aby mohli zůstat u svého trenéra.